# Niort
Niort is een gemeente in het departement Deux-Sèvres in het westen van Frankrijk. De rivier Sèvre Niortaise is naar deze stad genoemd. Het is een historische stad, met resten van een Gallo-Romeinse nederzetting en van de middeleeuwse burcht van de graven van Poitiers. De Église Notre-Dame dateert uit de vijftiende eeuw en het voormalig stadhuis uit de zestiende eeuw. De gemeente telde 60.074 inwoners op 1 januari 2022. Niort is de prefectuur van het departement en van het arrondissement Niort.

## Geschiedenis
Niort is ontstaan ter hoogte van een doorwaadbare plaats in de Sèvre. De Gallo-Romeinse nederzetting werd Novium Ritum genoemd, naar deze doorwaadbare plaats.
Niort ontwikkelde zich in de middeleeuwen als knooppunt tussen de streken Marais Poitevin, Poitou en Vendée. Er werd een haven gegraven op de Sèvre Niortaise. Als belangrijke handelsstad kreeg ze verschillende koninklijke privilegies. Zo werd in 1203 Niort als een van de eerste in Frankrijk erkend als gemeente (commune) en kreeg ze aan het hoofd een burgemeester (maire). Vanaf de dertiende eeuw vormde de leerbewerking de belangrijkste economische activiteit. Hendrik II Plantagenet bouwde er een versterkte burcht. Niort kreeg ook een stadsmuur, die niet enkele een verdedigende functie had maar ook diende om tol en taksen te kunnen heffen. Tijdens de Honderdjarige Oorlog lag Niort in betwist gebied. Het werd in 1372 op de Engelsen veroverd door Bertrand du Guesclin.
In de zestiende en zeventiende eeuw kende Niort een belangrijke calvinistische aanwezigheid. Een groot deel van deze bevolking trok weg na het intrekken van Edict van Nantes. Ook het wegvallen van de Franse kolonies in Noord-Amerika en de daarbij horende handel, en het dichtslibben van de Sèvre Niortaise zorgden voor een economische neergang in de loop van de achttiende eeuw. Er was wel stadsvernieuwing met de aanleg van het ruime plein Place de la Brèche.
Napoleon Bonaparte liet na een bezoek aan de stad in 1808 de havenfaciliteiten verbeteren. Ook de Sèvre Niortaise werd beter onderhouden. Toch bleef het dichtslibben een probleem en ook tijdens de regelmatige overstromingen was er geen transport over het water mogelijk. De opening van het treinstation in 1856 was een andere oorzaak voor het afnemen van de handel over de rivier. De Tweede Wereldoorlog betekende het einde van de rol van Niort als rivierhaven.

## Verkeer en vervoer
In de gemeente ligt spoorwegstation Niort. Het openbaar vervoer is er gratis.

## Geografie
De oppervlakte van Niort bedroeg op 1 januari 2022 68,2 vierkante kilometer; de bevolkingsdichtheid was toen 880,9 inwoners per km².
De onderstaande kaart toont de ligging van Niort met de belangrijkste infrastructuur en aangrenzende gemeenten.

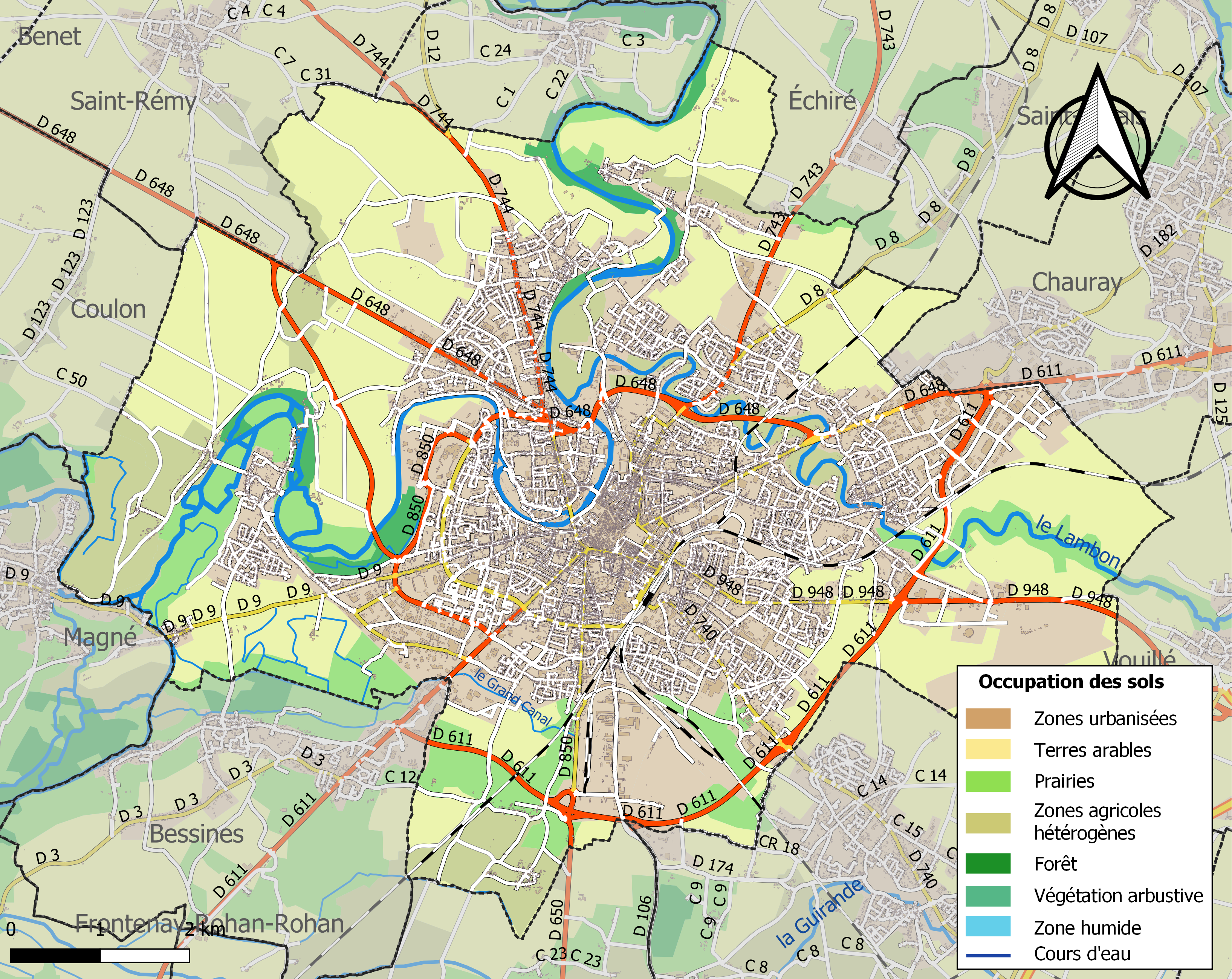

## Demografie
Onderstaande figuur toont het verloop van het inwonertal, bron: INSEE-tellingen.

## Erfgoed
De gemeente telde anno 2023 vier gebouwen die beschermd zijn als historisch monument:
- donjon (einde twaalfde eeuw)
- kerk Notre-Dame (vijftiende eeuw)
- voormalig stadhuis, Pilori (zestiende eeuw)
- voormalige cavaleriekazerne Du Guesclin (achttiende eeuw)

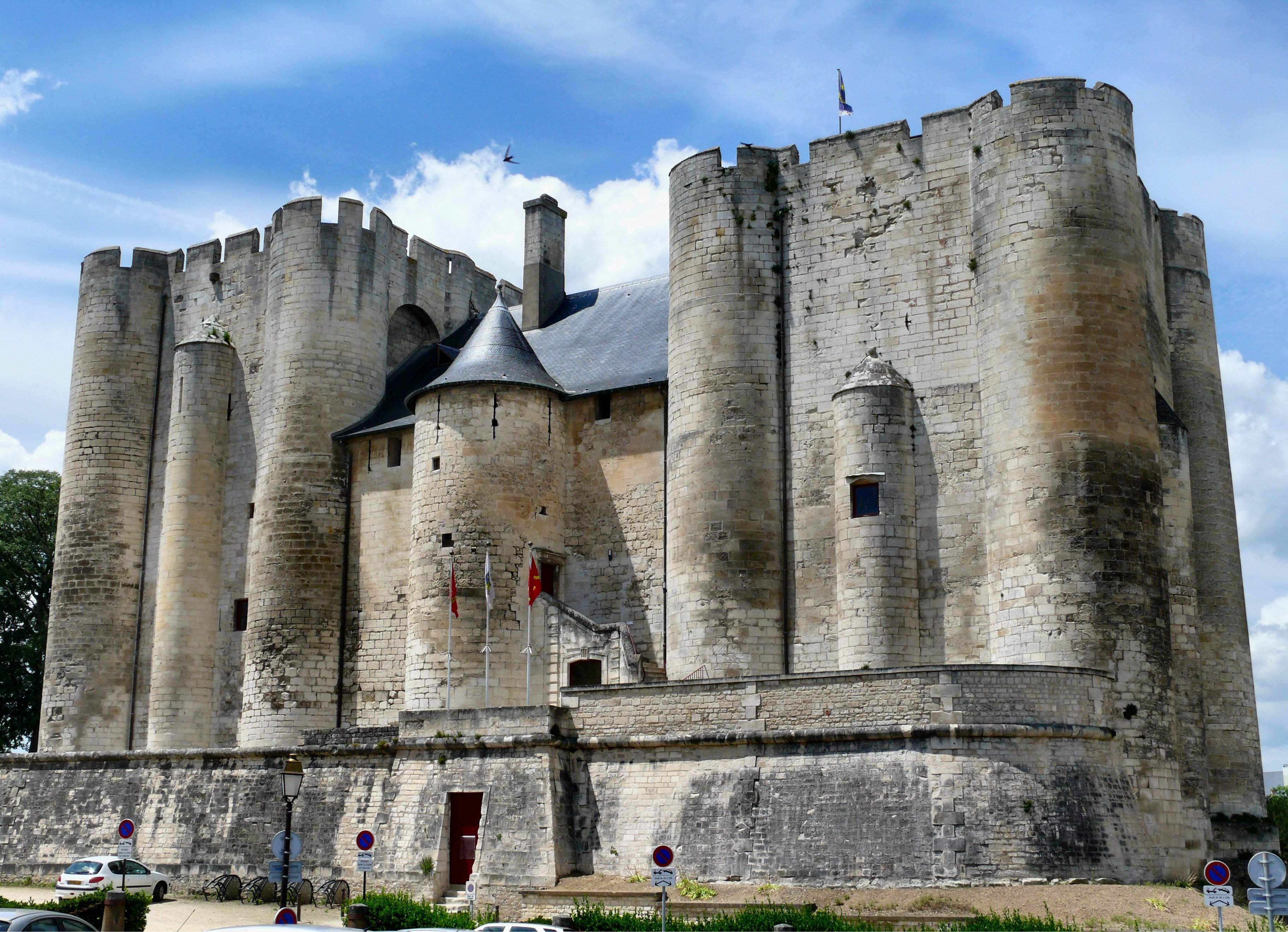
Donjon
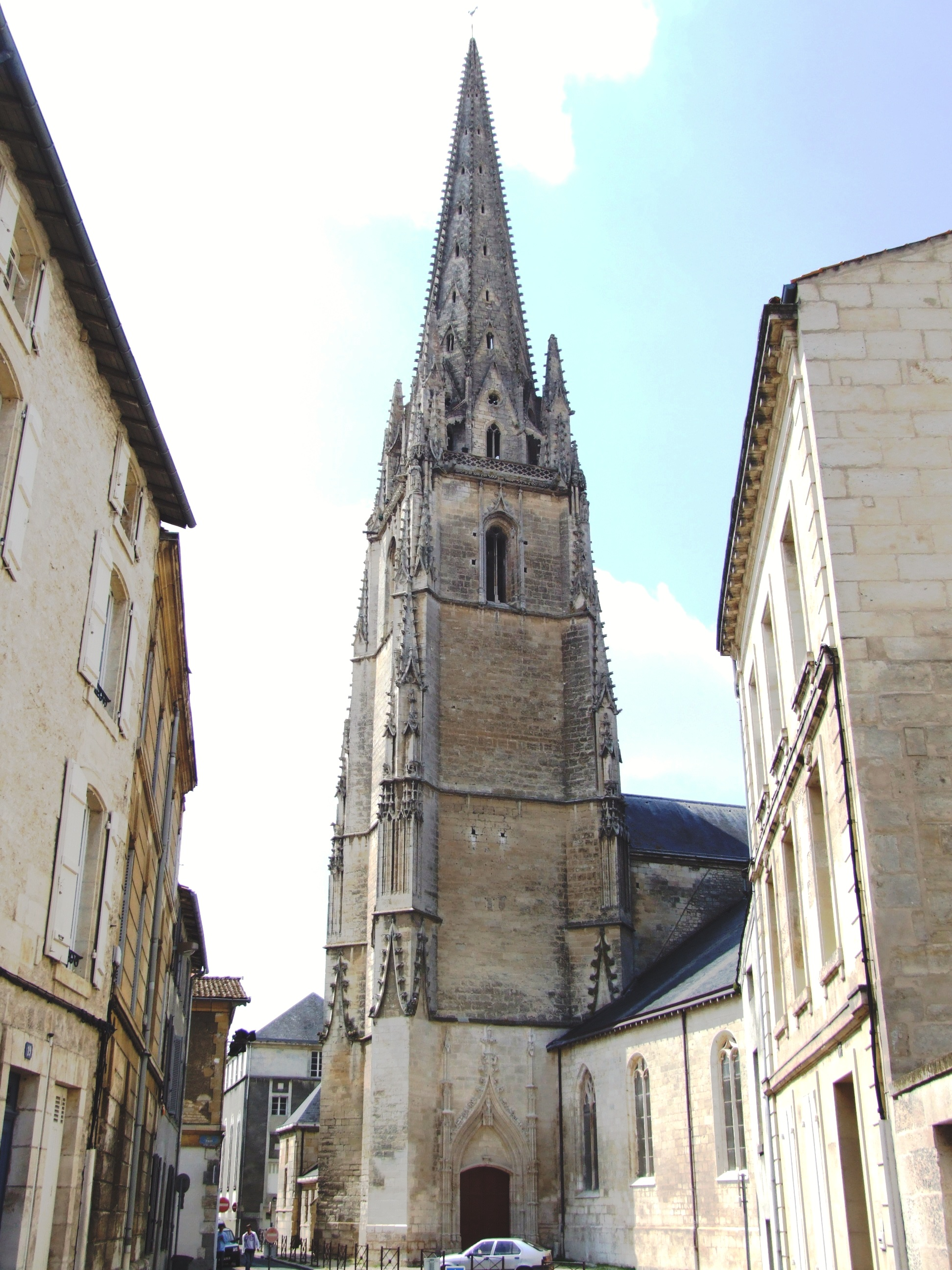
Kerk Notre-Dame
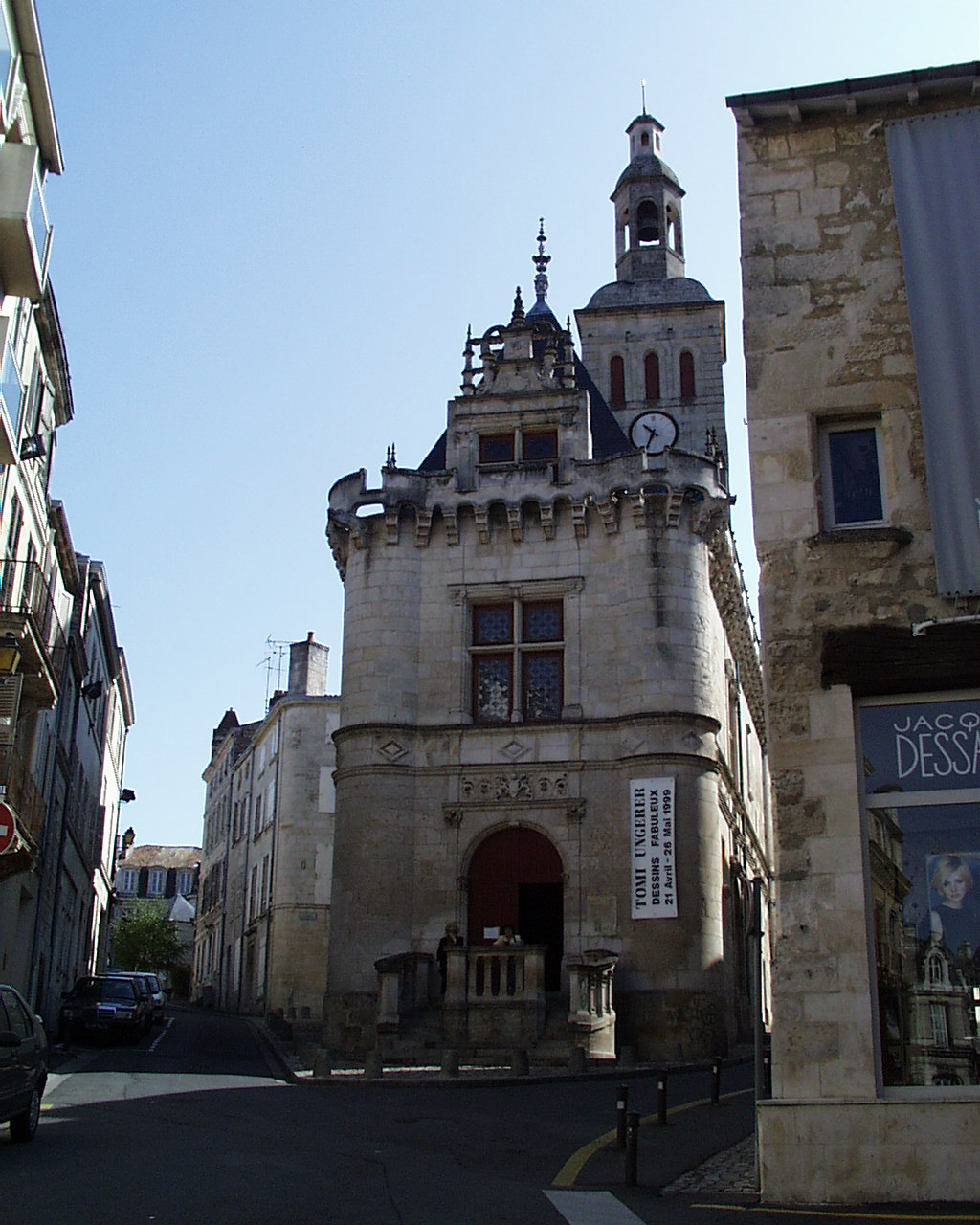
Pilori
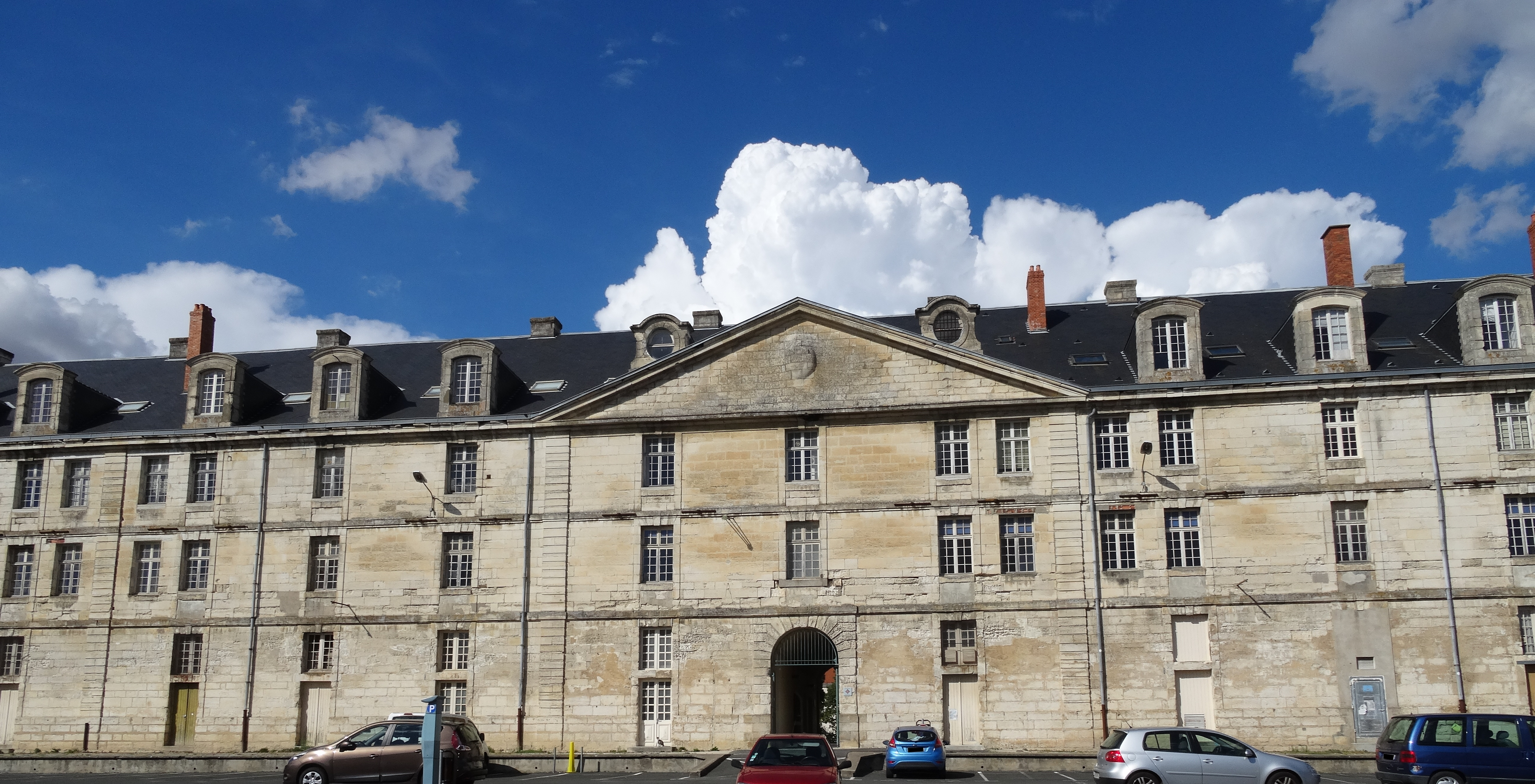
Kazerne Du Guesclin
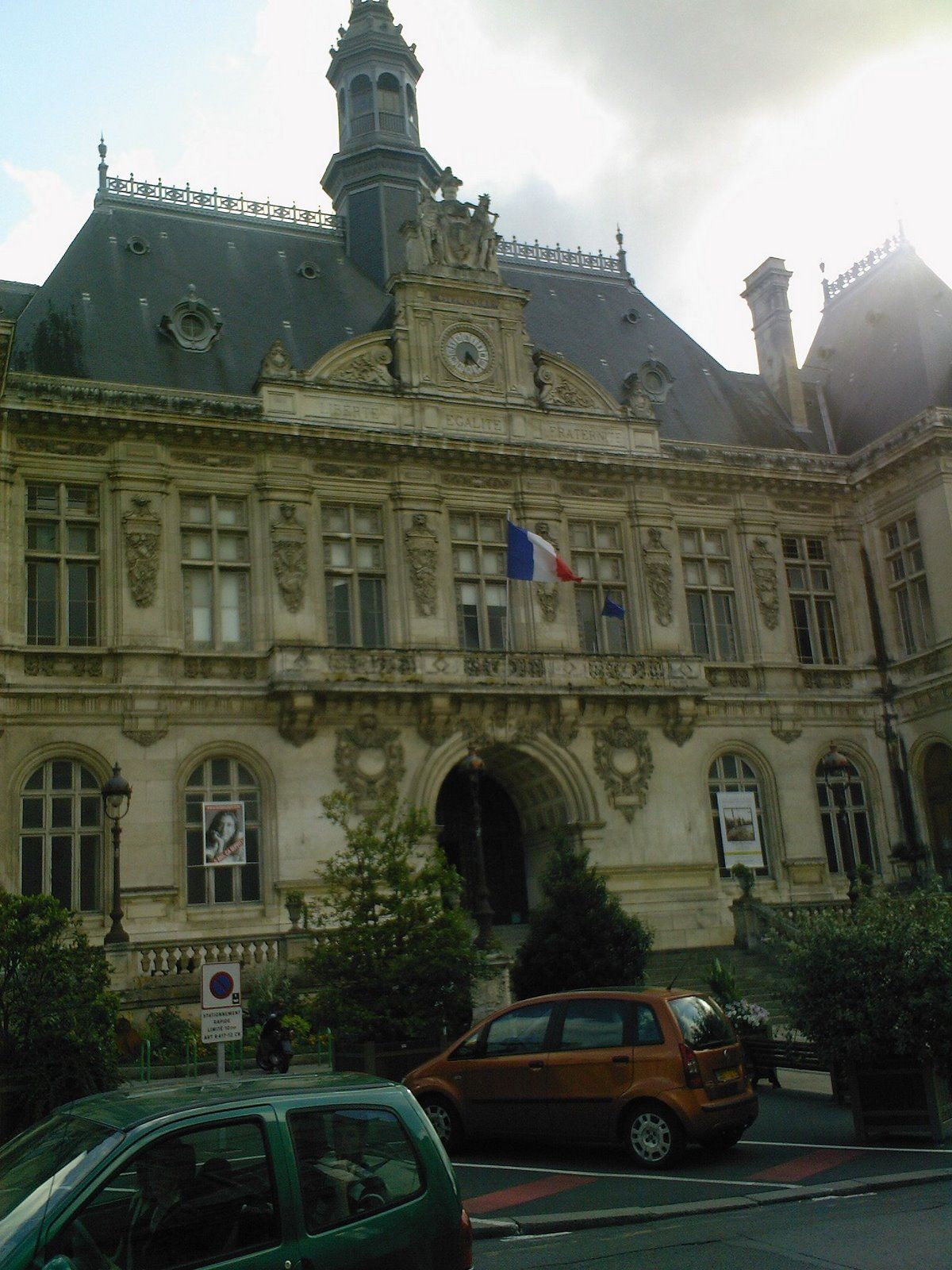
Stadhuis
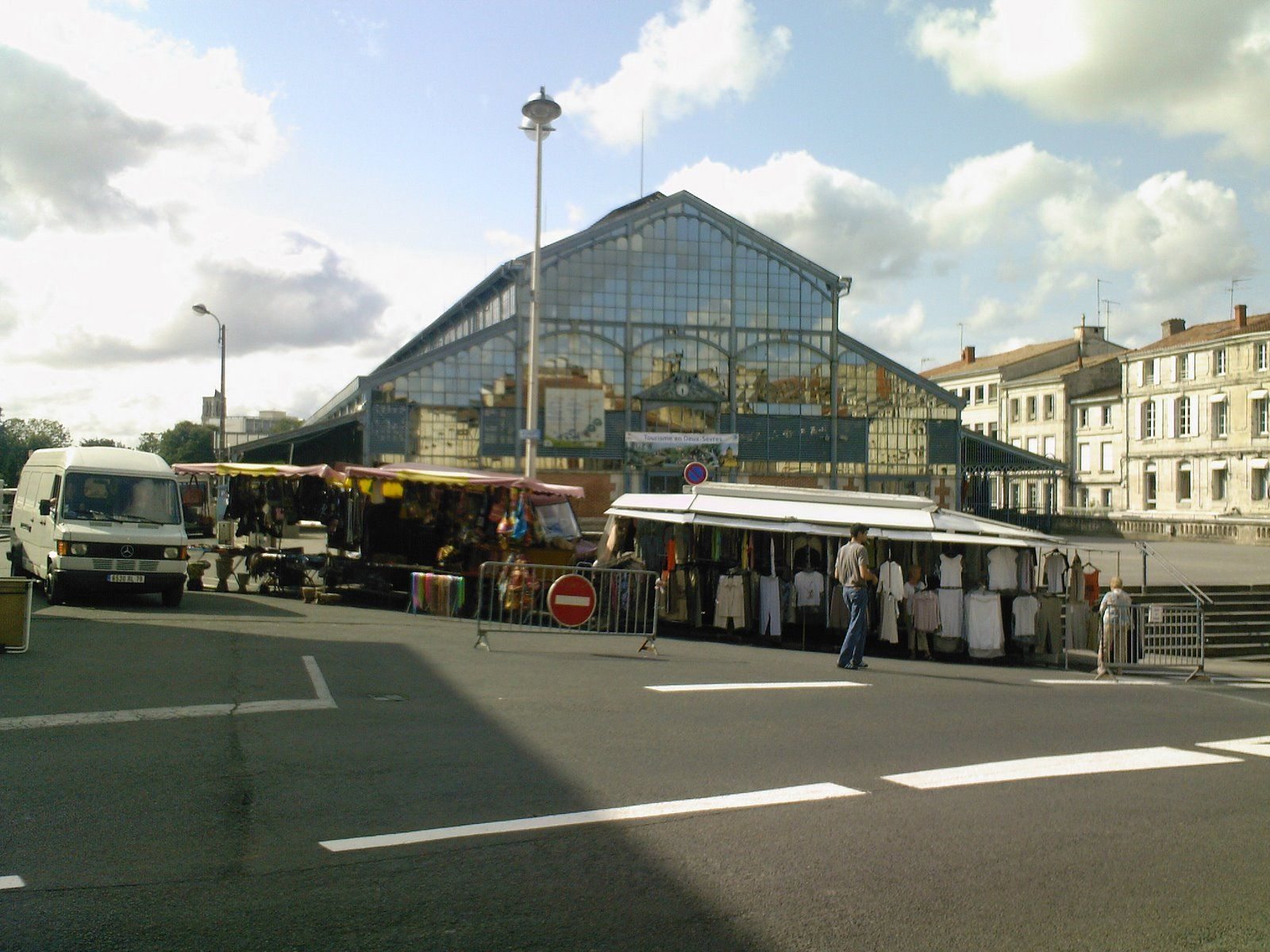
Markthal

## Economie
De hoofdzetels van vier grote Franse verzekeringsmaatschappijen, MAIF, MAAF, MACIF en SMACL, liggen in Niort. Zij zijn ook de belangrijkste werkgevers in de gemeente. Hiermee verbonden zijn ook opleidingen in de verzekeringen op universitair niveau die ongeveer 1000 studenten tellen. In de gemeente is er ook industrie.

## Sport en ontspanning
Chamois Niortais FC is de professionele voetbalclub van Niort en speelt in het Stade René Gaillard.
Niort was één keer etappeplaats in de wielerkoers Ronde van Frankrijk. In 1950 won de Italiaan Fiorenzo Magni er de etappe.

## Geboren
- Madame de Maintenon (1635-1719), tweede echtgenote van Lodewijk XIV van Frankrijk
- Henri-Georges Clouzot (1907-1977), filmregisseur
- Ted Benoît (1948-2016), striptekenaar
- Mathias Énard (1972), schrijver, vertaler
- Frédéric Mainguenaud (1975), wielrenner
- Isabelle Druet (1979), actrice en mezzosopraan
- Catherine Meurisse, (1980), tekenares
- Aurélien Capoue (1982), voetballer
- Thomas Gachignard, (2000), wielrenner